# Bythinella pupoides
Bythinella pupoides е вид коремоного от семейство Amnicolidae.

## Разпространение
Видът е разпространен във Франция и Швейцария.